# Las Juanas (telenovela mexicana)
Las Juanas es una telenovela mexicana transmitida por TV Azteca en el año 2004. Es una adaptación de la telenovela colombiana del mismo nombre Las Juanas de Bernardo Romero Pereiro, por lo tanto, la mayoría de los nombres fueron modificados y todos los perfiles fueron reescritos para la audiencia mexicana.
Fue protagonizada por Ana Serradilla, Andrés Palacios, Claudia Álvarez, Juan Pablo Medina, Martha Higareda, Faisy, Vanessa Cato, Alejandro Barrios, Paola Núñez y Guillermo Iván Junto con Andrés Montiel, Lisset, Cinthia Vázquez y la primera actriz Margarita Sanz en los roles "antagónicos" y las participaciones estelares de Jean Duverger, Gonzalo García Vivanco, Federico Díaz, Pedro Sicard, Alma Rosa Añorve, Carmen Beato, José Carlos Rodríguez y del primer actor Fernando Luján.

## Sinopsis
“Las Juanas” es la historia de cinco hermanas, encabezada por Juana Valentina (Ana Serradilla), mujer soñadora y valiente que descubre con la muerte de su madre el secreto de la verdadera identidad de su padre, Calixto Matamoros (Fernando Luján).
Juana Valentina decide buscar a su padre y encuentra que no solo ella es hija ilegítima, sino que en la época en que fue concebida, Calixto no reparó en enamorarse de otras cuatro mujeres, además de su esposa, y procrear con ellas sendas hijas.
El primer juego del destino se encuentra en la propia casa de Calixto, donde Juana Valentina conoce a Álvaro (Andrés Palacios) de quien se enamora perdidamente a primera vista, hasta que descubre la posibilidad de que es su medio hermano, lo cual parece obstaculizar su amor por siempre.
Mientras el destino se decide a revelarles esta verdad, Juana Valentina conoce a sus hermanas: Juana Micaela, Juana Carolina, Juana Martina y Juana Prudencia, quienes además de voltear de cabeza al pueblo de Tierra Caliente, con su belleza y sus encantos, terminan construyendo una familia al amparo del propio Calixto y de la sangre que los une. Cada una de ellas encontrará el amor y su destino en ese pueblo olvidado de Dios.

## Elenco
- Ana Serradilla - Juana Valentina Nájera / Juana Valentina Matamoros Nájera
- Claudia Álvarez - Juana Prudencia Rovira / Juana Prudencia Matamoros Rovira
- Paola Núñez - Juana Micaela Galeano / Juana Micaela Matamoros Galeana
- Martha Higareda - Juana Carolina Girona / Juana Carolina Matamoros Girona
- Vanessa Cato - Juana Martina Rivera / Juana Martina Matamoros Rivera
- Margarita Sanz -  Doña Gallardo De Matamoros
- Fernando Luján - Calixto Matamoros Urbina
- Andrés Palacios - Juan Álvaro Calixto Matamoros Gallardo
- Carmen Beato - Carlota Galeana
- José Carlos Rodríguez - Carmelo Barrientos
- Andrés Montiel - Gabriel Gallardo
- Juan Pablo Medina - Eliseo Bustamante
- Guillermo Iván - Miguel Carrero
- Alma Rosa Añorve - Guillermina
- Cinthia Vázquez - Clara Mercedes "Clarameche" Molina
- Jean Duverger - "Todomundo"
- Faisy - Gualberto Turrubiates
- Pedro Sicard - Juan de Dios
- Gonzalo García Vivanco - Juan Ignacio
- Federico Díaz - Juan Ramón
- Alejandro Barrios - Rodrigo
- Lisset - Yolanda Canales
- Maribel Rodríguez - Gertrudis

## Premios

### Palmas de Oro
| Categoría               | Nominado(a) | Resultado |
| ----------------------- | ----------- | --------- |
| Mejor Actuación Estelar | Lisset      | Ganadora  |

## Versiones
- Las Juanas (1997/98) versión original colombiana, producida por RCN y protagonizada por Angie Cepeda, Rafael Novoa, Catherine Siachoque, Carolina Sabino, Xilena Aycardi y Susana Torres.
- La marca del deseo (2007/08) tercera versión colombiana, también producida por RCN y protagonizada por Juan Alfonso Baptista, Stephanie Cayo, Heidy Bermúdez, Mimi Morales, María Elisa Camargo y Sara Corrales.
- Hijas de la luna (2018) cuarta adaptación mexicana, producida por Televisa a cargo de Nicandro Díaz y protagonizada por Michelle Renaud, Danilo Carrera, Geraldine Galván, Lore Graniewicz y Jade Fraser.